# Спиридоновка (Татарстан)
Спиридо́новка (эрз. Винай веле) — деревня в Лениногорском районе Татарстана. Входит в состав Зеленорощинского сельского поселения.

## География
Деревня располагается между горами на обоих берегах реки Шешмы вблизи южной окраины посёлка Зелёная Роща, примерно в 30 км к юго-западу от Лениногорска и в 5 км от границы с Самарской областью.

### Местная топонимика
Исторически сложились названия частей деревни: «Покш веле — Большая деревня» — на левом высоком берегу реки; «Томбале — Та сторона, Заречье», иногда называемая: «Арбузовка». «Покш веле» делится на «Ало пе» — Нижний конец, и «Вере пе» — верхний конец. Нижний конец «Томбале» иногда еще называют «Ватракшовка» — Лягушатник.

## История
Спиридоновка возникла в 1750-е годы. Переселенцы прибыли из района Нижнего Новгорода, и первым на месте будущей деревни осел род Спиридоновых — первоначально большинство жителей носили эту фамилию.
Спиридоновка была первой из исконно эрзянских деревень на территории будущего Лениногорского района. Вероятно, первопоселенцы будущей деревни были либо язычниками, либо новокрещенцами. В те годы после крещения новоявленным христианам давались новые имена — под которыми они числились во всех документах, однако в семьях долгое время бытовали еще старые исконные эрзянские имена и можно предположить, что и основатель деревни — Спиридон — имел второе семейное имя — Винай. Отсюда и пошло двойное название села: официальное — Спиридоновка, и народное — Винай-веле. Но также утверждают, что основатель села Спиридон носил фамилию Винаев. И такая фамилия в начале XX века еще бытовала в деревне.
Сейчас воспоминания о языческих обрядах сохранились лишь в местной топонимике: например, родник «Баба Каль» («Бабушка Ива»), раньше называвшийся «Баба-озкс» считался святым, около него проводились женские моления.
В 1861 году, по результатам переписи в деревне насчитывалось: 129 дворов, 441 мужчина и 447 женщин, тогда же Спиридоновка стала центром волости.
Согласно «Списка населенных мест Российской Империи» за 1883 год в Спиридоновке имелось 10 лавок, кожевенный завод. Одним из самых известных кожевников был Бочкарёв Прокопий Павлович. В селе тогда проживало 1205 человек.
В 1889—1902 годах в Спиридоновке был построен однопрестольный каменный храм архангела Михаила на средства прихожан деревни. В 1902 году был открыт приход.
В 1910 году согласно губернским ежегодным спискам населенных мест в деревне насчитывалось 310 дворов, 1203 мужчины, 1184 женщины, церковь, 2 школы — земская и церковно-приходская, Базар по вторникам, Волостное правление, Земская станция, 2 мельницы, свой урядник. Удобные земли — 3846 га, неудобные земли — 66 га.
Во время Великой Отечественной войны из Спиридоновки ушло на фронт 232 человека, погибло — 189 человек. К 50-летию Победы в Великой Отечественной войне напротив дома культуры был воздвигнут памятник погибшим воинам — уроженцам Спиридоновки.